# Пі Каппа Альфа
Пі Каппа Альфа (англ. Pi Kappa Alpha) — студентське братство. Засноване в університеті Вірджинії в 1868 році. Братство має понад 225 осередків у Сполучених Штатах і за кордоном із понад 15 500 членами бакалаврату та понад 300 000 посвяченими на все життя.

## Історія

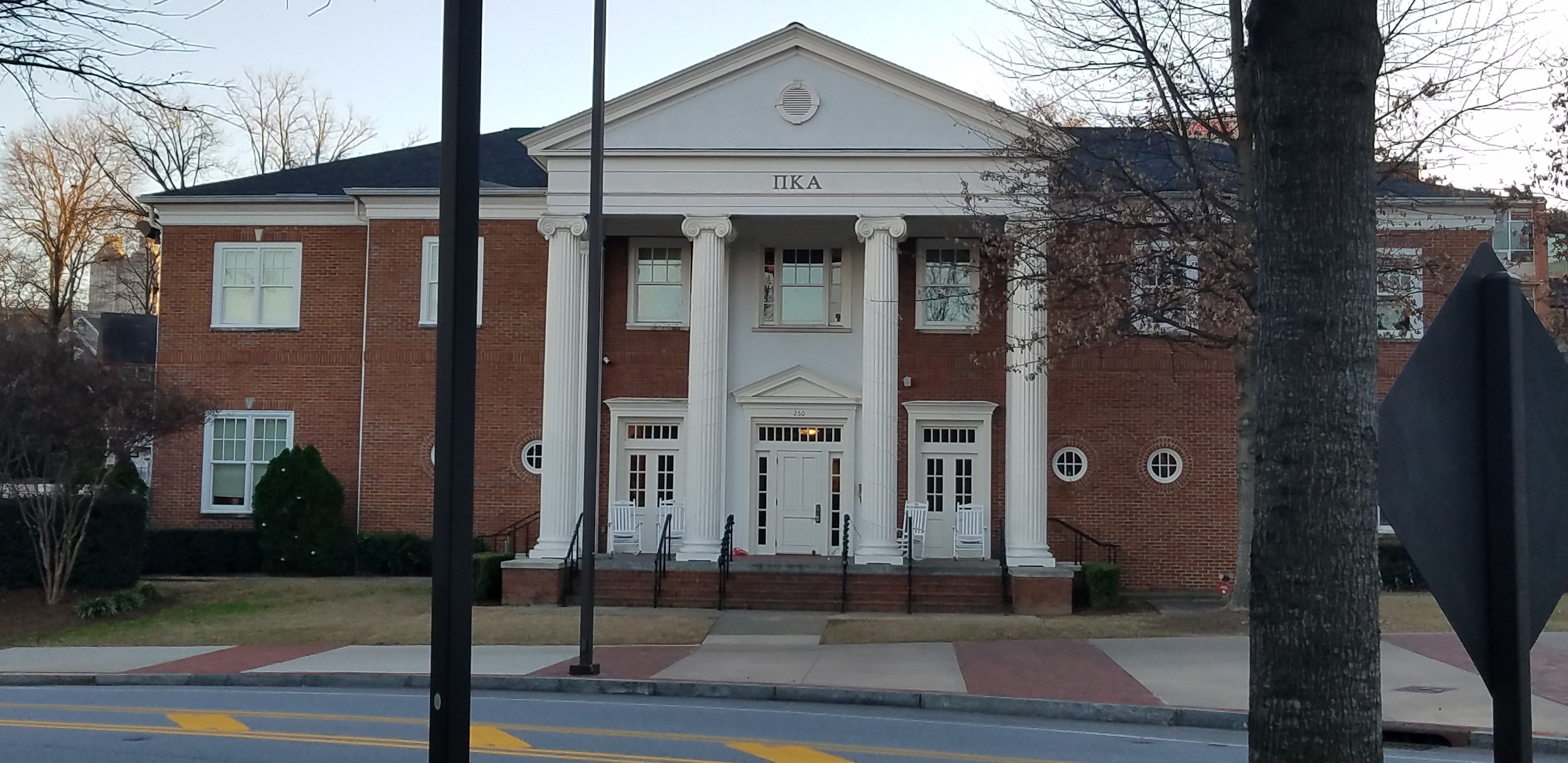
Pi Kappa Alpha в Технологічному інституті Джорджії

Pi Kappa Alpha було засновано 1 березня 1868 року в кімнаті 47 в університеті Вірджинії шістьма аспірантами.
Троє із засновників були колишніми кадетами, які служили по обидва боки громадянської війни, що нещодавно закінчилася. Один був офіцером госпіталю Союзу, інший — ветераном Конфедерації, а третій — репатріантом. Розширення розглядалося на початку історії братства; 1 березня 1869 року, рівно через рік після створення Альфа-відділу в Університеті Вірджинії, у Девідсон-коледжі було засновано Бета-відділ. Підрозділ Gamma був заснований у Коледжі Вільяма і Мері лише через два роки, і загалом у першому десятилітті було сформовано сім підрозділів. Цей період раннього зростання сповільнився, і до 1889 року лише чотири відділи залишалися активними.
Було розіслано заклик скликати національний з'їзд, і делегати трьох із чотирьох діючих осередків зустрілися у кімнаті гуртожитку в Гемпден–Сіднейському коледжі. Це ознаменувало початок нової хвилі процвітання та значного зростання та кінець майже десятирічного занепаду. Відділ Тета в Родоському коледжі взяв на себе обов'язки відділу Альфа. Джон Шоу Фостер, молодший засновник відділення Theta, допоміг відновити відділення Alpha в Університеті Вірджинії. Відділ Theta є найдовшим безперервним підрозділом Pi Kappa Alpha, заснованим у 1878 році.
Pi Kappa Alpha спочатку не була організована як секційне братство; однак згідно з конституційним положенням воно стало таким у 1889 році, і протягом двадцяти років відкривалися лише відділення на південь від лінії Мейсона-Діксона.
Члени Pi Kappa Alpha у великій кількості підтримували збройні конфлікти в країні. У Першу світову війну кожен шостий член братства служив в армії. У Другій світовій війні 15 000 із 33 000 її активних членів служили, включаючи генерала Кортні Ходжеса, чотиризіркового генерала та командувача Першою армією США в Європі.
Сектантські та інші обмеження, які існували в перші роки, були змінені або повністю скасовані: Pi Kappa Alpha залишалося південним братством до Новоорлеанської конвенції в 1909 році, коли братство офіційно проголосило себе національною організацією. Як і багато інших соціальних братств того часу, Pi Kappa Alpha обмежила своє членство білими чоловіками. Усі расові обмеження були зняті в 1964 році .

## Традиції та символи
Ритуали братства ґрунтувалися на ритуалах Незалежного Ордену Диваків.
Shield & Diamond — офіційне щоквартальне видання Pi Kappa Alpha. Вперше він був надрукований у грудні 1890 року Робертом Еджером Смітом, тодішнім великим секретарем і скарбником, під назвою The Pi Kappa Alpha Journal . У 1891 році назву було змінено на Shield & Diamond.